# Hino (Tottori)
Hino (jap. 日野町 Hino-chō) – miasto w Japonii, na wyspie Honsiu, w prefekturze Tottori. Według danych na rok 2020 miejscowość zamieszkiwało 2 907 mieszkańców , a gęstość zaludnienia wyniosła 21,7 os./km².